# Hound Hunters
Pour plus de détails, voir Fiche technique et Distribution.
Hound Hunters est un film américain réalisé par Tex Avery, sorti en 1947. Il met en scène les personnages de Georges et Junior.

## Synopsis
Georges et Junior sont deux ours clochards marchant sur une voie ferrée : Junior, le gros ours bête, et Georges, le plus petit. Ce dernier lit dans un journal une opportunité de travail pour eux. Ils deviennent ainsi gardiens de fourrière, chargés de faire dans la ville la chasse aux chiens errants avec leur camionnette. Junior repère un lot de ces chiens dans les poubelles, et freine (sa chaussure traverse le plancher et appuie sur le pneu). Tous les chiens s'enfuient sauf un. C'est un tout petit chien, caché dans une bouilloire. Junior le découvre et essaie de l'amadouer. Mais quand le chien aboie, Junior, terrorisé, se réfugie dans les bras de Georges. Ce dernier tente d'amadouer le petit chien et tend sa main, mais pour se faire mordre sauvagement. Junior prend la relève et tente le chien avec un collier de saucisses. Le chien le dévore et... continue avec le bras du gros ours, qui court se réfugier à nouveau tout contre Georges. 
Le petit chien s'est caché dans une cave. Georges a un plan : Junior va faire sortir le chien et, lui, va l'attraper au filet. Mais Junior prend peur quand le chien aboie. Il sort et écrase Georges au passage, fait un sprint et se réfugie encore dans les bras de Georges. Celui-ci a une nouvelle idée : il se déguise en chienne caniche séduisante. Le petit chien se transforme momentanément en (petit) loup puis fait tout le tour pour lui faire la cour. Il tombe en face d'un bouledogue aux crocs sortis. Le petit chien s'enfuit. Le bouledogue fait sa cour à son tour. Mais il tombe truffe à truffe à un chien plus gros que lui et abandonne la place. Ce dernier chien semble lui aussi faire sa cour, mais embrasse en fin de compte la « chienne ». Le masque de George tombe. Celui-ci essaye de le récupérer mais ce faisant il arrache le masque de l'autre chien, qui était... Junior, qui lui a fait une blague. Georges et Junior se logent tous deux dans un costume de chat. Le bouledogue aperçoit ce chat « maousse » et veut se le faire ! Il court après, mord dans l'arrière-train de Georges. Celui-ci s'arrête, lui vole son dentier, le met dans sa bouche et mord le chien avec. 
Le petit chien échappe encore à Junior en passant dans le trou d'une palissade. Aussi, le gros ours tente un piège avec son hamburger posé sur une tapette à souris reliée à une ficelle. Mais quand le piège se déclenche, c'est Georges avec le hamburger et le museau coincé dans le piège qu'il ramène au bout de la ficelle.
Dernier espoir : le duo se déguise en bornes d'incendie. Mais ce sont tous les chiens du quartier qui arrivent et qui les coursent jusqu'en dehors de la ville ! On revoit Georges et Junior errer sur les rails avec leurs baluchons. Mais la différence, c'est le petit chien, qui a décidé de les accompagner.

## Fiche technique
Source IMDb
- Titre : Hound Hunters
- Réalisation : Tex Avery
- Scénario : Heck Allen (en)
- Musique : Scott Bradley
- Montage : Fred MacAlpin
- Production : Fred Quimby (William Hanna : coproducteur)
- Société de production : Loew's et Metro-Goldwyn-Mayer
- Distributeurs : 
  - États-Unis : Metro-Goldwyn-Mayer (MGM), 1947, au cinéma
  - Canada : Regal Films, 1947, au cinéma
  - États-Unis : Warner Home Video, 2007, sur DVD
- Pays d'origine : États-Unis
- Langue : anglais
- Format : Couleurs (Technicolor) - 1,37:1 -  35 mm - son mono (Western Electric Sound System) - procédé cinématographique : sphérique
- Durée : 7 minutes
- Genre : court métrage de dessin animé comique
- Date de sortie : 
  - États-Unis : 12 avril 1947

### Animation
Animateurs :
- Ray Abrams
- Preston Blair
- Ed Love
- Walt Clinton (comme Walter Clinton)

Ne figurent pas au générique :
- Irven Spence (animation, dessin des personnage, disposition)
- John Didrik Johnsen (décors, disposition)

## Distribution
Voix originales : (non créditées)
- Tex Avery : Junior
- Dick Nelson : Georges

Voix françaises :

## Musiques
Aucune chanson ou musique n'est portée au générique
- I've Been Working on the Railroad (en)

Chanson traditionnelle américaine
- Where, O Where Has My Little Dog Gone?

Tirée de la chanson traditionnelle allemande Zu Lauterbach hab' i mein Strumpf velor'n
- Lovely Lady

Musique par Jimmy McHugh, paroles de Ted Koehler.
- Frankie and Johnny

Chanson traditionnelle américaine
- Ouverture de Sémiramis

Musique par Gioachino Rossini.